# Факленд
«Факленд» (англ. Fuckland) — драматичний фільм режисера Хосе Луїса Маркеса, знятий у 2000 році. Світова прем'єра стрічки відбулася 21 вересня 2000 року в Аргентині.

## Сюжет
Фабіан, чарівник з Буенос-Айреса, економить свої гроші з весіль, днів народжень і Бар-міцва, й використовує приховану камеру, щоб задокументувати тижневу поїздку на Фолклендські острови, де він хоче втілити патріотичний план: запліднити британську жінку. Якщо 500 аргентинців робитимуть це щорічно, острови скоро будуть переповненими дітьми, що належать до обох культур. Він проводить свої перші дні в Стенлі. Розвідуючи обстановку, кидає оком на Камілу, котру він уперше побачив у соборі. Він чатує на неї в інтернет-кафе. Вони виходять випити, потім пообідати, далі подивитися на королівських пінгвінів і поле битви 1982 року. Повернувшись додому й редагуючи свій фільм, знятий за принципами Догми 95, він отримує останнє повідомлення від Каміли..

## Цікаві факти
- Фільм є восьмим, що був відзнятий у рамках руху «Догма 95»
- Назва фільму (англ. Fuckland) є парафразою на назву Фолклендських островів (англ. Falkland Islands)[2]